# Donald Rumbelow
Donald Rumbelow (né en 1940) est un historien britannique de la criminalité, ancien conservateur du Musée de la police criminelle de la ville de Londres, deux fois président de l'Association des écrivains de la criminalité en Grande-Bretagne, et auteur du livre The Complete Jack Ripper, une enquête sur Jack l'Éventreur.
Reconnu comme un expert dans le domaine des crimes de Jack l'Éventreur[réf. nécessaire], Rumbelow accueille des groupes de touristes quatre fois par semaine sur un « Jack the Ripper Walk » (« promenade Jack l'Éventreur ») - une visite à pied des scènes de crime dans le district londonien de Whitechapel, où Jack l'Éventreur assassina au moins cinq prostituées en 1888.
Rumbelow donne également des conférences sur l'histoire du crime à Londres et a pris part à plusieurs documentaires sur Jack l'Éventreur. Rumbelow vit à Londres, est marié et a deux enfants.

## Œuvres
- (en) Donald Rumbelow : I Spy Blue: Police and Crime in the City of London from Elizabeth I to Victoria, Verlag Macmillian, 1971 ;
- (en) Donald Rumbelow : Houndsditch Murders, Verlag Macmillian, 1973 ;
- (en) Donald Rumbelow, Judy Hindley, Colin King : Detection (collection « Know how books »), Usborne Publishing Ltd, 1978 ;
- (en) Donald Rumbelow : Triple Tree, Harap, 1982
- (en) Donald Rumbelow : The Complete Jack the Ripper (collection « True Crime »), Penguin Books Ltd, 1988  (ISBN 0-14-017395-1)
- (en) Stewart P. Evans et Donald Rumbelow : Jack the Ripper: Scotland Yard Investigates, Sutton Publishing, 2007  (ISBN 0-7509-4228-2)